# 伯氏亞口魚
伯氏亞口魚為輻鰭魚綱鯉形目亞口魚科的其中一種，為溫帶淡水魚，分布於北美洲美國亞歷桑納州東南部及墨西哥西北部的Rio Yaqui盆地。身體呈梭形且延長，頭部和眼睛相對較大，口下位，唇厚呈吸盤狀，背鰭和尾鰭是深色，其他鰭是白色或黃色，雄魚的臀鰭和背鰭比雌魚大，背鰭軟條12枚，體長可達40公分，棲息在山區、沙漠的溪流、深水潭底部，能適應不同的海拔高度，由於特定的水溫偏好，產卵通常會在每年三月和四月。在這些時期，雄性會變成藍色，而雌性則保持黃褐色，在氾濫季節時喜歡在水前的急流中活動，而在乾旱期間會撤退到水流較慢和較深的水池。通常用吸盤狀的口吸食沉積物中有機物，因此需要大量的沉積物排放，濕地流失和缺乏沉積物的補給與物種的消失密切相關。亞利桑那州在1988年將本物種列入了瀕危物種名單，而恢復其數量的工作卻很少。根據《自然服務》（Nature Serve，2002），含水層的抽水，水流的減少以及非本地綠色翻車魚的捕食都是造成該物種減少的主要因素。 